# Phần bù (lý thuyết tập hợp)
Trong lý thuyết tập hợp, phần bù hay bù của tập hợp (toán học) A thường được ký hiệu là A∁ (hoặc A′), là tập hợp các phần tử không nằm trong A.
Khi tất cả các tập đều nằm trong một vũ trụ (tập vũ trụ U là tập tất cả các tập hợp đang cần xét), thì phần bù tuyệt đối của A là tập tất cả các phần tử thuộc U nhưng không nằm trong A.
Phần bù tương đối của A tương ứng với tập hợp B còn được gọi là hiệu tập hợp giữa B với A, đượ ký hiệu là {\displaystyle B\setminus A,} và là tập các phần tử thuộc B nhưng không thuộc về A.

## Phần bù tuyệt đối

Phần bù tuyệt đối của hình tròn màu trắng là miền màu đỏ

### Định nghĩa
Nếu A là một tập hợp, thì phần bù tuyệt đối của A (hay nói gọn đi là bù của A) là tập tất cả phần tử không thuộc A (tập này nằm trong một tập lớn hơn đã được định nghĩa trước). Nói cách khác, gọi U là tập đang chứa tất cả các phần tử đang cần phải xét (nếu như không cần xác định U thì có nghĩa nó đã được định nghĩa trước ngay từ đầu), khi đó phần bù tuyệt đối của A là phần bù tương đối của A trong U:
{\displaystyle A^{\complement }=U\setminus A.}
Nói rõ hơn:
{\displaystyle A^{\complement }=\{x\in U:x\notin A\}.}
Phần bù tuyệt đối của A thường được ký hiệu bởi A∁. Các cách ký hiệu khác bao gồm {\displaystyle {\overline {A}},A',} {\displaystyle \complement _{U}A,{\text{ và }}\complement A.}

### Các ví dụ
- Giả sử rằng tập vũ trụ là tập tất cả các số nguyên. Nếu A là tập các số lẻ thì bù của A là tập các số chẵn. Nếu B là tập hợp các bội của 3, thì bù của B là tập các số đồng dư với 1 hoặc 2 môđun 3 (nói đơn giản hơn là các số không chia hết cho 3).
- Giả sử rằng tập vũ trụ là bộ bài chuẩn 52 lá, nếu tập hợp A là tập các lá bích, thì bù của A là hợp của tập lá cơ, tập lá rô và tập lá chuồn. Nếu tập B là hợp của tập lá chuồn và rô thì bủ của B là hợp của tập lá cơ và bích.

### Tính chất
Gọi A và B là hai tập hợp nằm trong vũ trụ U. Sau đây là hai tính chất quan trọng của phần bù tuyệt đối:
Luật De Morgan:
- {\displaystyle \left(A\cup B\right)^{\complement }=A^{\complement }\cap B^{\complement }.}
- {\displaystyle \left(A\cap B\right)^{\complement }=A^{\complement }\cup B^{\complement }.}

Luật bù:
- {\displaystyle A\cup A^{\complement }=U.}
- {\displaystyle A\cap A^{\complement }=\varnothing .}
- {\displaystyle \varnothing ^{\complement }=U.}
- {\displaystyle U^{\complement }=\varnothing .}
- {\displaystyle {\text{Nếu }}A\subseteq B{\text{, thì }}B^{\complement }\subseteq A^{\complement }.}
(có thể chứng minh bằng phản chứng).

Phép chập hay phần bù kép:
- {\displaystyle \left(A^{\complement }\right)^{\complement }=A.}

Quan hệ giữa bù tương đối và bù tuyệt đối:
- {\displaystyle A\setminus B=A\cap B^{\complement }.}
- {\displaystyle (A\setminus B)^{\complement }=A^{\complement }\cup B=A^{\complement }\cup (B\cap A).}

Quan hệ của hiệu tập hợp:
- {\displaystyle A^{\complement }\setminus B^{\complement }=B\setminus A.}

Hai luật bù đầu tiên ở trên chỉ ra rằng nếu tập A không rỗng là tập con thực sự của U, thì {A, A∁} là phân hoạch của U.

## Phần bù tương đối

### Định nghĩa
Nếu A và B là hai tập hợp, thì phần bù tương đối  của A trong B, hay còn gọi là hiệu tập hợp của B với A, là tập tất cả các phần tử thuộc B nhưng không thuộc A.

Phần bù tương đối của A trong B dưới ký hiệu toán học:

Phần bù tương đối của A trong B được ký hiệu là {\displaystyle B\setminus A} theo tiêu chuẩn ISO 31-11. Đôi khi cũng được ký hiệu là {\displaystyle B-A,} song ký hiệu này không rõ ràng trong một số ngữ cảnh (ví dụ chẳng hạn, các phép tập hợp của Minkowski trong giải tích hàm). Chẳng hạn như, nó có thể coi là tập tất cả các phần tử {\displaystyle b-a,} trong đó b thuộc về B và a thuộc về A.
Dưới ký hiệu toán học:
{\displaystyle B\setminus A=\{x\in B:x\notin A\}.}

### Các ví dụ
- {\displaystyle \{1,2,3\}\setminus \{2,3,4\}=\{1\}.}
- {\displaystyle \{2,3,4\}\setminus \{1,2,3\}=\{4\}.}
- Nếu {\displaystyle \mathbb {R} } là tập các số thực và {\displaystyle \mathbb {Q} } là tập các số hữu tỉ thì {\displaystyle \mathbb {R} \setminus \mathbb {Q} } là tập các số vô tỉ

### Tính chất
Đặt A, B, và C là các tập hợp. Các định thức sau chỉ ra các tính chất quan trọng của phần bù tương đối:
- {\displaystyle C\setminus (A\cap B)=(C\setminus A)\cup (C\setminus B).}
- {\displaystyle C\setminus (A\cup B)=(C\setminus A)\cap (C\setminus B).}
- {\displaystyle C\setminus (B\setminus A)=(C\cap A)\cup (C\setminus B),}
trong đó có trường hợp đặc biệt {\displaystyle C\setminus (C\setminus A)=(C\cap A)} chứng minh rằng phần giao của hai tập hợp có thể biểu diễn bằng hiệu tập hợp)
- {\displaystyle (B\setminus A)\cap C=(B\cap C)\setminus A=B\cap (C\setminus A).}
- {\displaystyle (B\setminus A)\cup C=(B\cup C)\setminus (A\setminus C).}
- {\displaystyle A\setminus A=\emptyset .}
- {\displaystyle \emptyset \setminus A=\emptyset .}
- {\displaystyle A\setminus \emptyset =A.}
- {\displaystyle A\setminus U=\emptyset .}
- Nếu {\displaystyle A\subset B}, thì {\displaystyle C\setminus A\supset C\setminus B}.
- {\displaystyle A\supseteq B\setminus C} tương đương với {\displaystyle C\supseteq B\setminus A}.

## Quan hệ bù
Quan hệ hai ngôi {\displaystyle R} được định nghĩa là tập con của tích tập hợp {\displaystyle X\times Y.} Quan hệ bù {\displaystyle {\bar {R}}} là bù của quan hệ {\displaystyle R} trong {\displaystyle X\times Y.} Bù của quan hệ {\displaystyle R} được viết ngắn gọn như sau
{\displaystyle {\bar {R}}\ =\ (X\times Y)\setminus R.}
Trong lý thuyết, {\displaystyle R} được xem là ma trận logic trong đó các hàng biểu diễn các phần tử thuộc {\displaystyle X,} còn cột biểu diễn các phần tử thuộc {\displaystyle Y.} Khi {\displaystyle aRb} đúng, thì giá trị của {\displaystyle aRb} bằng với 1 trong ô hàng {\displaystyle a,} cột {\displaystyle b.} trong ma trận lôgic. Ma trận lôgic của quan hệ bù của {\displaystyle R} được xây bằng cách đổi các số 1 sang 0 và các số 0 về số 1 trong ma trận lôgic của {\displaystyle R}
Quan hệ bù cùng với hợp quan hệ,quan hệ ngược và đại số tập hợp là các phép toán sơ cấp của vi tích phân quan hệ.

## Ký hiệu trong LaTeX
Trong ngôn ngữ soạn thảo tài liệu LaTeX, lệnh \setminus thường được dùng để hiển thị ký hiệu hiệu tập hợp, ký hiệu này gần giống với dấu gạch chéo ngược . Khi được hiển thị, lệnh \setminus giống ý hệt \backslash, chỉ ngoại trừ việc nó có nhiều khoảng cách đằng trước và đằng sau dấu gạch chéo, na ná chuỗi lệnh LaTeX \mathbin{\backslash}. Phiên bản khác \smallsetminus có trong gói amssymb. Ký hiệu {\displaystyle \complement } (ngược với {\displaystyle C}) lấy từ lệnh \complement. (Nó tương với ký hiệu Unicode ∁.)

## Trong ngôn ngữ lập trình
Một số ngôn ngữ lập trình đã cài đặt sẵn một số cấu trúc dữ liệu như tập hợp. Thường thì cấu trúc đó có hoạt động giống với tập hữu hạn, tức là nó chỉ có hữu hạn số phần tử không được sắp theo thứ tự nào cả. Trong một số trường hợp, các phần tử trong tập không nhất thiết phải phân biệt, tức là cấu trúc lúc này mô tả đa tập hợp (multiset) thay vì tập hợp thông thường. Các ngôn ngữ này thường có toán tử hoặc hàm viết sẵn cho phần bù và hiệu tập hợp.
Các toán tử này có thể áp dụng cho cả các cấu trúc dữ liệu không phải tập hợp trong toán học, ví dụ danh sách liên kết hoặc mảng. Do đó một vài ngôn ngữ lập trình có sẵn hàm set_difference kể cả khi đầu vào của nó không nhất thiết phải là tập hợp.